# Oryzias orthognathus
Espèce
Statut de conservation UICN

 NT  : Quasi menacé
Oryzias orthognathus est une espèce de poissons d'eau douce de la famille des Adrianichthyidae.

## Répartition
Cette espèce est endémique du lac Poso (Célèbes, Indonésie).

## Description
Oryzias orthognathus peut mesurer jusqu'à 65 mm de longueur totale mais sa taille habituelle est d'environ 50 mm.

## Aquariophilie
Cette espèce est très difficile à maintenir en aquarium.

## Systématique
Le nom valide complet (avec auteur) de ce taxon est Oryzias orthognathus Kottelat, 1990.

## Étymologie
Son épithète spécifique, du grec ancien ὀρθός, orthós, « droit », et γνάθος, gnathos, « mâchoire », fait référence à la gueule de cette espèce, tournée vers le haut et formant un angle aigu entre la mâchoire inférieure et l'axe du corps.

## Publication originale
- Maurice Kottelat, « Synopsis of the endangered Buntingi (Osteichthyes: Adrianichthyidae and Oryziidae) of Lake Poso, Central Sulawesi, Indonesia, with a new reproductive guild and description of three new species », Ichthyological Exploration of Freshwaters, Verlag Dr. Friedrich Pfeil (d), vol. 1, no 1,‎ janvier 1990, p. 49 (ISSN 0936-9902).